# Llibre de cavalleries
Llibre de cavalleries és una novel·la de Joan Perucho publicada l'any 1957. Se'n va realitzar una adaptació en còmic per part de Julià Guillamon Mota i Toni Benages.

## Argument
El protagonista, Tomàs Safont, fa un viatge per la Mediterrània, a la recerca dels orígens de la seva família. Al llarg de la novel·la, però, els objectius van canviant per uns altres  relacionats amb uns fets passats.

## Sinopsi de la novel·la
| «                                  | El jove Tomàs Safont, de molt antic llinatge, és requerit per un tal Monsieur Dupont per emprendre una gran aventura en nom del molt alt Senyor Rei d'Aragó que el portarà de la Mediterrània a Egipte, Etiòpia, les terres del Preste Joan, el mar Roig, l'Aràbia, la gran Tartària, Haffa, Xipre i Bizanci. En una mena de temps suspès en el territori de la llegenda, Tomàs Safont haurà de fer front a perills innombrables per acomplir les missions que té encomanades: aconseguir una relíquia de Santa Eufrigis, localitzar l'aigua de foc i vèncer el malvat traïdor Paleòleg Dimas. | » |
| — Sinopsi de Llibre de cavalleries | |   |

## Edició
- 1957
- 2011: Perucho, Joan. Llibre de cavalleries.  La Magrana, 17 gener 2011, p. 192. ISBN 9788482649689 [Consulta: 20 abril 2020].[4][5]